# 欧阳宇平
欧阳宇平（1931年2月—），女，四川井研人，中国电影编辑，曾任上海美术电影制片厂编辑。作品有《金色的海螺》、《老狼请客》、《我的朋友小海豚》等。